# Белокаменка (Красногвардейский район)
Белока́менка (до 1948 года Тау́к-Джами́н; укр. Білокам'янка, крымскотат. Tavuq Camin, Тавукъ Джамин) — исчезнувшее село в Красногвардейском районе Республики Крым, располагавшееся на западе района, в степной части Крыма, примерно в 3 км к западу от села Григорьевка.

## История
Село возникло от слияния расположенных рядом старинных крымскотатарских деревень Таук и Джанимин. В Камеральном Описании Крыма… 1784 года удалось пока идентифицировать один Таук в составе Караул кадылыка Перекопского каймаканства. После присоединения Крыма к России (8) 19 апреля 1783 года, (8) 19 февраля 1784 года, именным указом Екатерины II сенату, на территории бывшего Крымского Ханства была образована Таврическая область и деревня была приписана к Перекопскому уезду. После Павловских реформ, с 1796 по 1802 год, входила в Акмечетский уезд Новороссийской губернии. По новому административному делению, после создания 8 (20) октября 1802 года Таврической губернии, селения были включены в состав Кучук-Кабачской волости Перекопского уезда.
По Ведомости о всех селениях в Перекопском уезде состоящих с показанием в которой волости сколько числом дворов и душ… от 21 октября 1805 года в деревне Таук числилось 9 дворов и 69 жителей, исключительно крымских татар, а в Джанимине — 15 дворов, 110 крымских татар и 1 ясыр. На военно-топографической карте генерал-майора Мухина 1817 года Джанимин обозначен с 16 дворами, Таук — с 8. После реформы волостного деления 1829 года Таук и Джагамин, согласно «Ведомости о казённых волостях Таврической губернии 1829 года», отнесли к Агъярской волости. На карте 1836 года в деревне Таук 11 дворов, в Джамине — 10 Затем, видимо, в результате эмиграции татар в Турцию деревни заметно опустели и на карте 1842 года деревни Таук и Джамин обозначены условным знаком «малая деревня» (это означает, что в каждой из них насчитывалось менее 5 дворов).
В 1860-х годах, после земской реформы Александра II, деревню включили в состав Айбарской волости. По обследованиям профессора А. Н. Козловского начала 1860-х годов, вода в колодцах деревни была пресная, а их глубина составляла 10—15 саженей (21—32 м), но в «Списке населённых мест Таврической губернии по сведениям 1864 года» Таук уже не упомянут. Согласно «Памятной книжке Таврической губернии за 1867 год», деревни Таук и Джага мин были покинуты жителями в 1860—1864 годах, в результате эмиграции крымских татар, особенно массовой после Крымской войны 1853—1856 годов, в Турцию, и оставались в развалинах. Далее селения в доступных источниках второй половины XIX века не упоминаются.
В «…Памятной книжке Таврической губернии на 1900 год» в Бютеньской волости Перекопского уезда вновь появляется деревня Таук, в которой числилось 35 жителей в 3 дворах. По Статистическому справочнику Таврической губернии. Ч.II-я. Статистический очерк, выпуск пятый Перекопский уезд, 1915 год, в деревне Таук-Джамин Бютеньской волости Перекопского уезда числилось 7 дворов (2 двора с землёй, 5 — безземельные) со смешанным населением в количестве 7 человек приписных жителей и 101 — «посторонних», из которых 57 мужчин и 51 женщина. Жители владели 1300 десятинами удобной земли. В хозяйствах имелось 96 лошадей, 47 волов, 33 коровы и 64 головы мелкого скота.
После установления в Крыму Советской власти и учреждения 18 октября 1921 года Крымской АССР, в составе Симферопольского уезда был образован Биюк-Онларский район, в состав которого включили село. В 1922 году уезды получили название округов. 11 октября 1923 года, согласно постановлению ВЦИК, в административное деление Крымской АССР были внесены изменения, в результате которых был ликвидирован Биюк-Онларский район, а село включили в состав Симферопольского района. Согласно Списку населённых пунктов Крымской АССР по Всесоюзной переписи 17 декабря 1926 года, в селе Таук-Джамин, Григорьевского сельсовета Симферопольского района, числился 31 двор, из них 29 крестьянских, а население составляло 137 человек, из них 51 русский, 42 немца, 17 молдаван, 13 украинцев, 8 татар, 6 записаны в графе «прочие»; действовала немецкая школа. Постановлением КрымЦИКа «О реорганизации сети районов Крымской АССР» от 15 сентября 1930 года был вновь создан Биюк-Онларский район, теперь как немецкий национальный (лишённый статуса национального постановлением Оргбюро ЦК КПСС от 20 февраля 1939 года) (указом Президиума Верховного Совета РСФСР № 621/6 от 14 декабря 1944 года переименованный в Октябрьский) село включили в его состав, позднее был упразднён сельсовет.
После освобождения Крыма от фашистов, 12 августа 1944 года было принято постановление № ГОКО-6372с «О переселении колхозников в районы Крыма» и в сентябре 1944 года в район приехали первые новоселы (57 семей) из Винницкой и Киевской областей, а в начале 1950-х годов последовала вторая волна переселенцев из различных областей Украины. С 25 июня 1946 года Таук-Джамин в составе Крымской области РСФСР. Указом Президиума Верховного Совета РСФСР от 18 мая 1948 года Таук-Джамин переименовали в Белокаменку. 26 апреля 1954 года Крымская область была передана из состава РСФСР в состав УССР. Время включения в Краснознаменский сельсовет пока не установлено: на 15 июня 1960 года село уже числилось в его составе. Указом Президиума Верховного Совета УССР «Об укрупнении сельских районов Крымской области» от 30 декабря 1962 года село присоединили к Красногвардейскому району; после этого село было ликвидировано до 1968 года (согласно справочнику «Крымская область. Административно-территориальное деление на 1 января 1968 года» — с 1954 по 1968 годы).

### Динамика численности населения
- 1805 год — 180 чел.[10]
- 1900 год — 35 чел.[20]
- 1915 год — 7/101 чел.[21][39]
- 1926 год — 137 чел.[25]